# ¡Lo que no se puede perdonar!
¡Lo que no se puede perdonar! es una película dramática mexicana de 1953 dirigida por Roberto Rodríguez y protagonizada por María Elena Marqués, Armando Calvo y Domingo Soler.

## Reparto
- María Elena Marqués como Hortensia.
- Armando Calvo como Jorge del Río.
- Domingo Soler como Don Javier.
- Emperatriz Carvajal como Rita.
- Salvador Quiroz como Doctor.
- Conchita Gentil Arcos como Nana Rafaela.
- Héctor Godoy como Gerardo.
- Cecilia Leger como Reverenda Madre.
- León Barroso como Pepe.
- Manuel Casanueva como Cobrador de cuentas.
- Lupe del Castillo como Abortista.
- María Gentil Arcos como Hermana religiosa.
- Miguel Ángel López como Hombre en lago.
- Blanca Marroquín como Sirvienta.
- Ignacio Peón como Hombre en aeropuerto.
- Carlos Robles Gil como Hombre en baile.
- Manuel Trejo Morales como Empleado de banco.
- Guillermo Álvarez Bianchi como Mesero.